# Sulfuro de carbonilo
El sulfuro de carbonilo es el compuesto químico con la fórmula OCS. También escrito comúnmente como COS, es un gas incoloro inflamable con un olor desagradable. Es una molécula lineal consistente en un grupo carbonilo unido mediante un enlace doble a un átomo de azufre. El sulfuro de carbonilo puede ser considerado como un intermedio entre el dióxido de carbono y el disulfuro de carbono, siendo ambos isoelectrónicos con él.
El sulfuro de carbonilo se descompone en la presencia de humedad y compuestos básicos a dióxido de carbono y sulfuro de hidrógeno.
Este compuesto cataliza la formación de péptidos a partir de aminoácidos. Esto es una extensión del experimento de Miller y Urey y se sugiere que el sulfuro de carbonilo jugó un significante rol en el origen de la vida.

## Abundancia
El sulfuro de carbonilo es el más abundante compuesto de azufre presente de manera natural en la atmósfera, a 0.5 (± 0.05) ppb, debido a que es emitido desde los océanos, volcanes y fuentes hidrotermales. Como tal, es un compuesto significativo en el ciclo del azufre global. Medidas en núcleos de hielo de la Antártida y de aire atrapado en la nieve de glaciares (aire firn) han provisto una imagen detallada de las concentraciones de OCS desde 1640 hasta el presente y permiten un entendimiento de la importancia relativa de las fuentes antropogénicas y no-antropogénicas de este gas hacia la atmósfera. Algo de sulfuro de carbonilo que es transportado a la capa de sulfato de la estratosfera es oxidado a ácido sulfúrico. El ácido sulfúrico forma partículas que afectan el balance de energía debido a la dispersión de la luz. El largo tiempo de vida del OCS en la atmósfera lo vuelve la fuente mayor de sulfato estratosférico, aunque el dióxido de azufre proveniente de la actividad volcánica puede ser también significativo. El sulfuro de carbonilo es también removido de la atmósfera por la vegetación terrestre mediante enzimas asociadas con el consumo de dióxido de carbono durante la fotosíntesis, y por hidrólisis en aguas oceánicas. La pérdida de procesos, tales como estos, limitan la persistencia (o tiempo de vida) de una molécula de OCS en la atmósfera a unos cuantos años.
Las mayores fuentes de liberación humana de sulfuro de carbonilo incluyen su uso primario como un intermediario químico y como un subproducto de la producción de disulfuro de carbono; sin embargo, es liberado también por automóviles, centrales de energía de carbón, combustión de biomasa, procesado de pescado, combustión de desechos y plástico, manufactura de petróleo, y la fabricación de fibras sintéticas, almidón, y goma. El promedio mundial total de liberación de sulfuro de carbonilo a la atmósfera ha sido estimado en alrededor de 3 millones de toneladas al año, de las cuales menos de un tercio estuvo relacionado con la actividad humana. Es también una significativa impureza contenedora de azufre en el gas de síntesis.
El sulfuro de carbonilo está presente en comestibles tales como queso y vegetales preparados de la familia del repollo. Trazas de OCS están presentes de manera natural en granos y semillas en el rango de 0.05–0.1 mg kg−1.   
El sulfuro de carbonilo ha sido observado en el medio interestelar (véase Anexo:Moléculas detectadas en el medio interestelar) y en la atmósfera de Venus, donde debido a la dificultad de producir OCS de manera inorgánica, se considera como un posible indicador de vida.

## Aplicaciones
El sulfuro de carbonilo es usado como un intermediario en la producción de herbicidas de tiocarbamato. Es una alternativa potencial como fumigante respecto al bromuro de metilo y la fosfina. Sin embargo en algunos casos los residuos en los granos resultan en sabores que son inaceptables para los consumidores, por ejemplo en la cebada usada para hacer cerveza.

## Síntesis
El sulfuro de carbonilo fue primeramente descrito en 1841, pero aparentemente fue mal caracterizado como una mezcla de dióxido de carbono y sulfuro de hidrógeno. Carl von Than fue el primero en caracterizar la sustancia en 1867. Se forma cuando el monóxido de carbono reacciona con azufre elemental. Esta reacción se invierte por encima de 1200 K. Una síntesis de laboratorio implica la reacción entre el tiocianato de potasio y el ácido sulfúrico. El gas resultante contiene cantidades significativas de subproductos y requiere de purificación.
KSCN + 2 H2SO4 + H2O →  KHSO4 + NH4HSO4 + OCS

## Toxicidad
Hasta 1994, existía información limitada sobre la toxicidad aguda del sulfuro de carbonilo en humanos y en animales.  Las concentraciones altas (>1000 ppm) pueden causar colapso súbito, convulsiones, y la muerte debido a parálisis respiratoria. Han sido reportadas fatalidades ocasionales, prácticamente sin irritación local o advertencia olfativa. En pruebas con ratas, el 50% de los animales murió cuando fue expuesto a 1400 ppm de OCS por 90 minutos, o a 3000 ppm por 9 minutos. Estudios limitados con animales de laboratorio sugirieron también que la continua inhalación de bajas concentraciones (aproximadamente 50 ppm por hasta 12 semanas) no afecta los pulmones o el corazón.

## Lectura adicional
- Beck, M. T.; Kauffman, G. B. (1985). «COS and C3S2:  The Discovery and Chemistry of Two Important Inorganic Sulfur Compounds». Polyhedron 4 (5): 775-781. doi:10.1016/S0277-5387(00)87025-4.
- Svoronos P. D. N., Bruno T. J. (2002). «Carbonyl sulfide: A review of its chemistry and properties». Industrial & Engineering Chemistry Research 41 (22): 5321-5336. doi:10.1021/ie020365n.